# Japonitata quadricostata
Japonitata quadricostata es una especie de insecto coleóptero de la familia Chrysomelidae.
Fue descrita científicamente en 1996 por Kimoto.